# Apollophanes indistinctus
Apollophanes indistinctus är en spindelart som beskrevs av Willis J. Gertsch 1933. Apollophanes indistinctus ingår i släktet Apollophanes och familjen snabblöparspindlar. Inga underarter finns listade i Catalogue of Life.